# 無権代理
無権代理（むけんだいり）とは、本人を代理する権限（代理権）がないにもかかわらず、ある者が勝手に本人の代理人として振る舞うことをいう（広義の無権代理）。対義語は有権代理。広義の無権代理には代理権の外観について一定の要件を満たす場合に有権代理と同様の効果を認める表見代理が含まれるが、狭義の無権代理はこの表見代理が成立しない場合のみをいう。以下、本項目では狭義の無権代理について述べる（表見代理については表見代理を参照）。
- 民法は、以下で条数のみ記載する。

## 概説
代理人が行った代理行為に関して代理人が代理権をもっていなかった場合には無権代理行為となり本人にその効果は帰属しない。ただし、無権代理行為のうち、相手方が代理権の存在を信じたことに合理的根拠があり、本人にも帰責事由があるような類型では、代理制度の信頼維持のために権原ある代理人が行った場合と同様の効果を認める表見代理の制度がある。
「無権代理」は広義には表見代理と狭義の無権代理の双方を含み、狭義の無権代理は広義の無権代理のうち表見代理が成立しない場合のみを指すと解するのが通説である。この点については表見代理は本質的に無権代理とは異なるとする少数説もある。
日本では無権代理は民法113条以下において規定されている。

## 本人への効果不帰属と追認権
無権代理人に本人からの代理権がない以上、法律効果は本人には帰属しない。無権代理行為は無効ではなく効果不帰属となり、本人が追認すれば有効な代理となる（本人が追認を拒絶すれば本人に効力を生じないことが確定する）。
効果不帰属とは、例えば、代理権のない者が勝手に契約を結んできたからといって、本人はその契約内容に従った債権や債務を得ることはない。これによって本人の権利や財産があずかり知らぬ所で害されることを防ぐことができる。
しかし、本人が無権代理行為を追認の意思表示をすれば、一転して有効な代理行為となり効果が契約の時にさかのぼり本人に帰属する（116条）。これを本人の追認権という。たとえ代理権がない者による代理行為であっても本人がそれを拒まないのであれば効果を否定する理由はないからである。つまり、代理権を有しない者が他人の代理人としてした契約は、本人がその追認をしなければ、本人に対してその効力を生じない（113条1項）。
これとは反対に本人は追認拒絶の意思表示をすることにより無権代理行為の効果が自らに帰属しないことを確定させることもできる。
これら追認又はその拒絶は、相手方に対してしなければ、その相手方に対抗することができない。ただし、相手方がその事実を知ったときは、この限りでない（113条2項）。

## 無権代理の相手方保護
無権代理行為は本人が追認するか追認拒絶するかにより確定させない限り、相手方は不安定な法律的な地位に立たされることから、民法は相手方に催告権（114条）や取消権（115条）を認める。また、本人の追認を得られなかった相手方は117条により無権代理人に対して責任を追及することもできる。
なお、相手方は本人に帰責事由があり表見代理が成立している場合には、本人に対して表見代理による救済を求める途もある（後述のように表見代理は相手方保護のための制度であり、無権代理人が表見代理が成立することを抗弁として117条の無権代理人の責任を免れることはできないとするのが判例の立場である）。

### 相手方の催告権
無権代理行為の相手方は、相当の期間を定めて、無権代理行為を追認するのかしないのか本人に返答を求める催告権をもつ。もし本人が期間内に確答しなければ追認拒絶とみなされる（114条）。

### 相手方の取消権
相手方が善意であった場合（代理人が代理権を有しないことを知らなかったとき）は、本人が追認をしない間は取消権（115条）を有しており、無権代理行為による契約関係等を解消することができる。相手方が代理権の存在について悪意のとき（代理人が代理権を有しないことを知っていたとき）は取消権を行使できない。ただし、相手方による取消権の行使の場合、相手方は善意であれば足り無過失までは要求されない。
また、相手方が取消権を行使すると、契約は最初から存在しなかったものとなるから、117条の無権代理人の責任を追及できない（相手方が117条の無権代理人の責任を追及する場合には、その要件として115条の取消権を行使していないことが必要である）。

### 相手方に対する無権代理人の責任
無権代理行為の相手方は、以下の要件を満たせば無権代理人に対して117条に定められている無権代理人の責任を追及できる。この制度は相手方保護という点のほか、代理制度に対する信用維持という制度趣旨を併せ持っている。

#### 無権代理人の責任の要件
他人の代理人として契約をした者は、自己の代理権を証明したとき、又は本人の追認を得たときを除き、相手方の選択に従い、相手方に対して履行又は損害賠償の責任を負う（117条1項）。2017年の改正民法で自己の代理権を証明等を例外として定める形に変更し、判例実務に従い自己の代理権の根拠等の主張立証責任が無権代理人にあることが明確化された（2020年4月1日施行）。
ただし、次に掲げる場合には無権代理人の責任を追及できない（117条2項）。
1. 他人の代理人として契約をした者が代理権を有しないことを相手方が知っていたとき。
2. 他人の代理人として契約をした者が代理権を有しないことを相手方が過失によって知らなかったとき。ただし、他人の代理人として契約をした者が自己に代理権がないことを知っていたときは、無権代理人の責任を追及できる。
3. 他人の代理人として契約をした者が行為能力の制限を受けていたとき。

2017年の改正民法で117条2項の例外規定も整理された（2020年4月1日施行）。117条2項の各号の事情についても無権代理人に主張立証責任がある。
なお、無権代理人の責任を追及する場合、前節のとおり、相手方は取消権を行使していないことを要する。

#### 無権代理人の責任の効果
無権代理人は、相手方の選択に従い、履行又は損害賠償をなす責任を負う（117条1項）。履行不能となっている場合は損害賠償責任のみ追及できる。判例は無権代理人の損害賠償責任は信頼利益だけでなく履行に代わるべき損害を賠償すべきとしており履行利益説をとる。ただ、無権代理人が無資力（損害賠償などの引き当てになるような見るべき財産がない状態）である場合、相手方は十分な救済を得ることはできない。
本人Aと代理人（とされる）Bとの間に代理権授与があったかどうかがあやしい場合に相手方Cが訴訟を提起する場合、Cには前訴で代理人（として）Bに訴訟告知をすることができる。Bは有権代理のとき責任を負わず無権代理のときCに責任を負うので、補助参加をしてCに（代理権の存在、Aの追認の主張等をして）味方することになる。Cが前訴で無権代理であるとしてAに敗訴して後訴でBに無権代理の責任追及をすると、前訴で補助参加したBは参加的効力により有権代理の主張ができない（民事訴訟法第46条）。
なお、有権代理か無権代理かは法律上併存しないので、相手方は二つの請求について同時審判の申出をすることができる（民事訴訟法第41条）。

#### 表見代理制度との関係
無権代理と表見代理との関係については古くから議論がある。まず、表見代理は本質的に無権代理ではないとみる説からは、表見代理が成立する場合には無権代理は成立しないので117条の無権代理人の責任を追及できないということになる。また、表見代理を無権代理の一種とみる説においても、表見代理が優先的に適用されるとみる説と、相手方は表見代理の効果と無権代理人の責任を選択的に行使しうるとする説（判例）がある。なお、判例は表見代理制度が本来は相手方保護のための制度であることから、相手方が表見代理の成立を主張することは自由であるが、その一方で、無権代理人（本人からの代理権がないにもかかわらず勝手に本人の代理人として振る舞う者）が表見代理の成立を主張・立証して自己の責任を免れることは表見代理制度の趣旨に反するとして、無権代理人側から表見代理が成立することを主張して民法117条の無権代理人の責任を免れることはできないとしている点に注意を要する。

## 単独行為の無権代理
単独行為の無権代理は絶対的に無効である。ただ、単独行為については、その行為の時において、相手方が代理人と称する者が代理権を有しないで行為をすることに同意し又はその代理権を争わなかったとき、及び、代理権を有しない者に対しその同意を得て単独行為をしたときに限り、113条から117条までの規定が準用される（118条）。

## 無権代理人の地位と本人の地位の混同
相続により無権代理人の地位と本人の地位が同一人物へ帰属することがある（無権代理人が死亡し本人がその地位を相続した場合、本人が死亡し無権代理人がその地位を相続した場合など）。このような場合、相手方との関係で問題となる。また類似する論点として他人物売買の問題がある。

### 相続の場合
- 無権代理人が本人を相続した場合
  - 無権代理人が単独相続した場合

判例は「本人が自ら法律行為をしたのと同様な法律上の地位を生じたものと解するのが相当」（最判昭和40・6・18民集19巻4号986頁）として当然に有効なものとしている。
  - 無権代理人が他の相続人とともに共同相続した場合

判例は本人の追認権は全ての共同相続人に不可分的に帰属するとして、「他の共同相続人全員の追認がない限り、無権代理行為は、無権代理人の相続分に相当する部分においても、当然に有効となるものではない」（最判平成5・1・21民集47巻1号265頁）とする。
  - 本人による追認拒絶後に無権代理人が本人を相続した場合

判例は「本人が無権代理行為の追認を拒絶した場合には、その後に無権代理人が本人を相続したとしても、無権代理行為が有効になるものではない」とし、その理由として「本人が追認を拒絶すれば無権代理行為の効果が本人に及ばないことが確定し、追認拒絶の後は本人であっても追認によって無権代理行為を有効とすることができ（ないこと）」をあげている（最判平成10・7・17民集52巻5号1296頁）。
- 本人が無権代理人を相続した場合

判例は相続人である本人が無権代理行為について追認を拒絶しても信義則には反しないとして、「被相続人の無権代理行為は一般に本人の相続により当然有効となるものではない」（最判昭和37・4・20民集16巻4号955頁）とする。ただし、判例は本人が無権代理人を相続する場合にも相続の対象には民法第117条による無権代理人の債務が含まれるので、この債務については「本人として無権代理行為の追認を拒絶できる地位にあつたからといつて右債務を免れることはできない」とする（最判昭和48・7・3民集27巻7号751頁）。

### 他人物売買の場合
- 売主が権利者を相続した場合

相続により他人物売主が所有権を取得するため、買い主は当然に当該物の所有権を取得することとなる。
- 権利者が売主を相続した場合

判例は「他人の権利の売主をその権利者が相続し売主としての履行義務を承継した場合でも、権利者は、信義則に反すると認められるような特別の事情のないかぎり、右履行義務を拒否することができる」としている（最大判昭和49・9・4民集28巻6号169頁）。

## 私文書偽造罪
（有形）偽造とは無権限者による他人名義（作成したと書いてある者）の文書作成であり、作成者とは文書上に表示された意思・観念の主体だとされている（たとえば秘書が社長のために文書を作成すると作成者は名義人でもある社長だとされている）。そこで、文書作成の権限の無いBが「A代理人B」と署名して作成した文書は、作成者は、代理名義文書上の意思・観念が本人のものだと社会的に信用されているので、Aであり、名義人はBであるとされている。従ってBは無権限でA作成の文書を作成したので私文書偽造罪に問われることになる。

## 手形・小切手
証券上にBが「A代理人B」と署名する場合を代理方式といい、Bが「A」と署名する場合を機関方式という。署名の権限のない場合の代理方式は無権代理であり、手形法第8条または小切手法第11条によってBが証券上の責任を負う。これに対し署名の権限のない場合の機関方式は偽造であり、手形法第8条または小切手法第11条の類推適用によってBが証券上の責任を負う。代理方式であっても機関方式であっても、本人または被偽造者は無権限の手形・小切手行為を追認することが可能であり有権代理、有効な法律行為となる。また、所持者は本人または被偽造者に対して表見代理の責任を追及することができる。